# Algoritmo di Euclide
L'algoritmo di Euclide è un algoritmo per trovare il massimo comune divisore (indicato di seguito con MCD) tra due numeri interi. È uno degli algoritmi più antichi conosciuti, essendo presente negli Elementi di Euclide intorno al 300 a.C.; tuttavia, probabilmente l'algoritmo non è stato scoperto da Euclide, ma potrebbe essere stato conosciuto anche 200 anni prima. Certamente era conosciuto da Eudosso di Cnido intorno al 375 a.C.; Aristotele (intorno al 330 a.C.) ne ha fatto cenno ne I topici, 158b, 29-35. L'algoritmo non richiede la fattorizzazione dei due interi.
Dati due numeri naturali {\displaystyle a} e {\displaystyle b}, l'algoritmo prevede che si controlli se {\displaystyle b} è zero. Se lo è, {\displaystyle a} è il MCD. Se non lo è, si
deve dividere {\displaystyle {\frac {a}{b}}} e definire {\displaystyle r} come il resto della divisione (operazione indicata con "a modulo b" più sotto). Se {\displaystyle r=0} allora si può affermare che {\displaystyle b} è il MCD cercato, altrimenti occorre assegnare {\displaystyle a'=b} e {\displaystyle b'=r} e ripetere nuovamente la divisione.
L'algoritmo può essere espresso in modo naturale utilizzando la ricorsione in coda.
Tenendo nota dei quozienti ottenuti durante lo svolgimento dell'algoritmo, si possono determinare due interi {\displaystyle p} e {\displaystyle q} tali che {\displaystyle ap+bq=MCD(a,b)}.
Questo è noto con il nome di algoritmo di Euclide esteso.
Questi algoritmi possono essere usati, oltre che con i numeri interi, in ogni contesto in cui è possibile eseguire l'operazione di divisione con resto. Ad esempio, l'algoritmo funziona per i polinomi ad una indeterminata su un campo K, o polinomi omogenei a due indeterminate su un campo, o gli interi gaussiani. Un oggetto algebrico in cui è possibile eseguire la divisione col resto è chiamato anello euclideo.
Euclide originariamente formulò il problema geometricamente, per trovare una "misura" comune per la lunghezza di due segmenti, e il suo algoritmo procedeva sottraendo ripetutamente il più corto dal più lungo. Questo procedimento è equivalente alla implementazione seguente, che è molto meno efficiente del metodo indicato sopra.

## Pseudocodice
Una scrittura in pseudocodice dell'algoritmo (in cui «mod» indica il resto della divisione intera) è la seguente:
```
inizia
    leggi (a, b)
    finché b > 0 fai:
        r <- mod(a, b)
        a <- b
        b <- r
    fine ciclo
    scrivi (a, "è il massimo comun divisore cercato")
finisci.
```

## Dimostrazione della correttezza dell'algoritmo
Siano {\displaystyle a} e {\displaystyle b} interi positivi assegnati, e sia {\displaystyle d} il loro MCD.
Definiamo la successione di ricorrenza corrispondente ai passi dell'algoritmo di Euclide: {\displaystyle a_{0}=a}, {\displaystyle b_{0}=b}, {\displaystyle a_{n+1}=b_{n}}, e {\displaystyle b_{n+1}} è il resto della divisione di {\displaystyle a_{n}} per {\displaystyle b_{n}}, cioè {\displaystyle a_{n}=q_{n}b_{n}+b_{n+1}}.
Per definizione di resto nella divisione, {\displaystyle b_{n+1}<b_{n}} per ogni {\displaystyle n}, quindi la successione dei {\displaystyle b_{n}} è strettamente decrescente, e quindi esiste un {\displaystyle N} tale che {\displaystyle b_{N}=0}.
Vogliamo dimostrare che {\displaystyle d=a_{N}}.
Infatti, per induzione si ha per ogni {\displaystyle n} che {\displaystyle d|a_{n}=b_{n-1}=a_{n-2}-q_{n-2}b_{n-2}}. Inoltre, sempre per induzione, {\displaystyle a_{N}} divide {\displaystyle a_{n}} per ogni {\displaystyle n\leq N}, quindi divide anche {\displaystyle b_{n}} per ogni {\displaystyle n<N}, quindi {\displaystyle a_{N}=d}.

## Tempo di calcolo
Quando si analizza il tempo di calcolo dell'algoritmo di Euclide, si trova che i valori di input che richiedono il maggior numero di divisioni sono due successivi numeri di Fibonacci, e il caso peggiore richiede O(n) divisioni, dove {\displaystyle n} è il numero di cifre nell'input. Occorre anche notare che le divisioni non sono operazioni atomiche (se i numeri sono più grandi della dimensione naturale delle operazioni aritmetiche del computer), visto che la dimensione degli operandi può essere di {\displaystyle n} cifre. Allora il tempo di calcolo reale è quindi {\displaystyle O(n^{2})}.
Questo tempo è comunque considerevolmente migliore rispetto all'algoritmo euclideo originale, in cui l'operazione di modulo è effettuata mediante ripetute sottrazioni in {\displaystyle O(2^{n})} passi. Di conseguenza, questa versione dell'algoritmo richiede un tempo pari a {\displaystyle O(n2^{n})} per numeri con {\displaystyle n} cifre, o {\displaystyle O(m\log m)} per il numero {\displaystyle m}.
L'algoritmo di Euclide è ampiamente usato nella pratica, specialmente per numeri piccoli, grazie alla sua semplicità. Un algoritmo alternativo, l'algoritmo del MCD binario, utilizza la rappresentazione binaria dei computer per evitare le divisioni e quindi aumentare l'efficienza, sebbene anch'esso sia dell'ordine di {\displaystyle O(n^{2})}: infatti su molte macchine reali permette di diminuire le costanti nascoste nella notazione "O grande".

## Frazioni continue
I quozienti che compaiono quando l'algoritmo euclideo viene applicato ai valori di input {\displaystyle a} e {\displaystyle b} sono proprio i numeri che compaiono nella rappresentazione in frazione continua della frazione {\displaystyle {\frac {a}{b}}}. Si prenda l'esempio di {\displaystyle a=1071} e {\displaystyle b=1029} usato prima. Questi sono i calcoli con i quozienti in evidenza:
{\displaystyle 1071=1029\times \mathbf {1} +42}
{\displaystyle 1029=42\times \mathbf {24} +21}
{\displaystyle 42=21\times \mathbf {2} +0}
Da questo elenco si può vedere che
{\displaystyle {\frac {1071}{1029}}=\mathbf {1} +{\frac {1}{\mathbf {24} +{\frac {1}{\mathbf {2} }}}}}.
Questo metodo può anche essere usato per valori di {\displaystyle a} e {\displaystyle b} reali; se {\displaystyle {\frac {a}{b}}} è irrazionale allora l'algoritmo euclideo non ha termine, ma la sequenza di quozienti che si calcola costituisce sempre la rappresentazione (ora infinita) di {\displaystyle {\frac {a}{b}}} in frazione continua.

## Codici
C e C++ (algoritmo iterativo)
```
/* Algoritmo iterativo */

int
 
euclide
(
int
 
a
,
 
int
 
b
)

{

    
int
 
r
;
 
// resto della divisione

    
while
(
b
 
!=
 
0
)
 
//ripete finché non riduce b a zero

    
{

         
r
 
=
 
a
 
%
 
b
;
 
// in r salva il resto della divisione tra a e b

         
a
 
=
 
b
;
 
// scambia il ruolo di a e b

         
b
 
=
 
r
;
 
// in b ora c'è r = a % b

    
}

    
return
 
a
;
 
//... e quando b è (o è diventato) 0, il risultato è in a

}

```

C e C++ (algoritmo ricorsivo)
```
/* Algoritmo ricorsivo */

int
 
euclide
(
int
 
a
,
 
int
 
b
)

{

    
if
(
b
 
==
 
0
)

        
return
(
a
);

    
else

        
return
 
euclide
(
b
,
 
a
 
%
 
b
);
 
// la funzione richiama sé stessa

}

```

Scala (algoritmo ricorsivo)
```
@tailrec

def
 
euclide
(
a
:
 
Int
,
 
b
:
 
Int
):
 
Int
 
=

    
if
 
(
b
 
==
 
0
)

      
a

    
else

      
euclide
(
b
,
 
a
 
%
 
b
)

```

MATLAB (algoritmo iterativo)
```
function
 
out
 
=
 
euclide
(
a, b
)

    
if
(
b
 
==
 
0
)

        
out
 
=
 
a
;

    
elseif
(
b
 
==
 
1
)

        
out
 
=
 
1
;

    
else

        
out
 
=
 
euclide
(
b
,
 
mod
(
a
,
b
));

    
end

    

end

```

Python (algoritmo iterativo)
```
def
 
euclide
(
a
,
 
b
):

    
while
 
b
:

        
a
,
 
b
 
=
 
b
,
 
a
 
%
 
b

    
return
 
a

```

Ruby (algoritmo iterativo)
```
def
 
euclide
(
a
,
 
b
)

  
while
 
b
 
!=
 
0
 
do

    
a
,
 
b
 
=
 
b
,
 
a
 
%
 
b

  
end

  
a

end

```

Pascal (algoritmo iterativo)
```
function
 
euclide
(
a
,
 
b
:
 
integer
)
:
 
integer
;

var

    
r
:
 
integer
;

begin

    
if
 
b
 
=
 
0
 
then
 

        
MCD
 
:=
 
a

    
else
 

    
begin

        
r
 
:=
 
(
a
 
mod
 
b
)
;

        
while
 
not
 
(
r
 
=
 
0
)
 
do

        
begin
  

            
a
 
:=
 
b
;

            
b
 
:=
 
r
;

            
r
 
:=
 
(
a
 
mod
 
b
)
;

        
end
;

        
MCD
 
:=
 
b
;

    
end
;

end
;

```

BASIC (vb.net, algoritmo iterativo)
```
Function
 
Euclide
(
ByVal
 
a
 
As
 
Int16
,
 
ByVal
 
b
 
As
 
Int16
)
 
As
 
Int16

    
Dim
 
r
 
As
 
Int16
 
=
 
a
 
Mod
 
b

    
While
 
(
r
 
<>
 
0
)

        
a
 
=
 
b

        
b
 
=
 
r

        
r
 
=
 
a
 
Mod
 
b

    
Wend

    
Return
 
b

End
 
Function

```

In questo algoritmo è stato usato per la rappresentazione numerica il tipo "int16", ma può essere cambiato a piacimento con qualsiasi altro tipo di variabile numerica secondo i bisogni del programma.
PHP (algoritmo iterativo)
```
function
 
euclide
(
$a
,
 
$b
)
 
{

    
while
 
(
$b
)
 
{

        
list
(
$a
,
 
$b
)
 
=
 
array
(
$b
,
 
$a
 
%
 
$b
);

    
}

    
return
 
$a
;

}

```

Java (algoritmo iterativo)
```
private
 
static
 
int
 
euclide
(
int
 
a
,
 
int
 
b
)
 
{

    
int
 
r
;

    
while
 
(
b
 
!=
 
0
)
 
{

        
r
 
=
 
a
 
%
 
b
;

        
a
 
=
 
b
;

        
b
 
=
 
r
;

    
}

    
return
 
Math
.
abs
(
a
);

}

```

Rust (algoritmo iterativo)
```
fn
 
euclide
(
mut
 
a
: 
u64
,
 
mut
 
b
: 
u64
)
 
-> 
u64
 
{

    
assert!
 
(
a
 
!=
 
0
 
&&
 
b
 
!=
 
0
);

    
while
 
b
 
!=
 
0
 
{

        
let
 
r
 
=
 
a
 
%
 
b
;

        
a
 
=
 
b
;

        
b
 
=
 
r
;

    
}

    
a

}

```

Go (algoritmo iterativo)
```
func
 
euclide
(
a
,
 
b
 
int
)
 
int
 
{

	
for
 
b
 
!=
 
0
 
{

		
a
,
 
b
 
=
 
b
,
 
a
%
b

	
}

	
return
 
a

}

```